# Darcy Castello de Mendonça
Darcy Castello de Mendonça (9 de março de 1936 – 2 de abril de 1982) foi radialista, jornalista, advogado e deputado estadual do Espírito Santo pelo antigo MDB.

## Biografia
Darcy Castello de Mendonça foi radialista, jornalista, advogado e deputado estadual do Espírito Santo pelo antigo MDB, atualmente empresta seu nome para a ponte que liga Vila Velha à Vitória., também conhecida como 3ª Ponte. Também leva o seu nome uma rua no Bairro República onde residiu por muitos anos e uma Escola Municipal de Vitória no bairro de Sólon Borges. Filho de Armanda Castello de Mendonça e José Suzano de Mendonça. Como Jornalista, começou sua carreira em A TRIBUNA, escrevendo sobre esportes. Foi radialista bastante conhecido no Espírito Santo, tendo um programa chamado "Alegria, Alegria", líder de audiência no Estado, pela Rádio Vitória , onde ingressou em 1958. De infância pobre, iniciou os estudos no Grupo Escolar Irmã Maria Horta, e depois estudou no antigo Instituto Agrícola de Maruípe, um misto de Orfanato e grupo escolar . A mãe era lavadeira em outro orfanato, o Santa Luzia, onde hoje é a Emescam. Vendia laranja, banana e outras frutas nas ruas de Vitória para comprar material escolar e ajudar sua família. Ao deixar o orfanato, alfabetizou a sua mãe. Fez o secundário na Escola técnica Federal do ES e bacharelou-se em Direito pela UFES, em 1964. Líder na Capital do Espírito Santo, foi eleito vereador e Deputado Estadual, sendo sempre um dos mais votados. Grande incentivador do carnaval de Vitória, foi enredo da Escola de Samba Unidos da Piedade em 1985, que conquistou o vice campeonato naquele ano. Negro, de origem humilde, lutou para, como suas palavras, "ser alguém na vida", tendo grandes preocupações com os problemas sociais , para os quais passou sua vida tentando solucionar ou amenizar. Quando faleceu, mais de 3 mil pessoas acompanharam seu sepultamento no Cemitério de Santo Antônio, considerado até hoje como um dos maiores sepultamentos no local.[1][2][3].
CARREIRA NO RÁDIO 
Em 1957 Castello Mendonça foi apontado como a maior revelação nos "Melhores do Rádio em 57".
Em 1958 foi apontado como o melhor repórter esportivo do Estado.
Em 1960 foi eleito como o "Melhor Diretor de Rádio do Ano", pela rádio Vitória.
Líder de audiência no Estado com o programa "Alegria, Alegria".
CARREIRA NA POLÍTICA
Em 1966 foi eleito Vereador por Vitória, pelo MDB. Na segunda eleição foi o vereador mais votado pela Capital, com 2.915 votos, sendo líder da bancada pelo partido. Em 1977 ocupou na Assembleia Legislativa do ES a vaga do então Deputado Hélio Carlos Manhães, que fora eleito prefeito de Cachoeiro de Itapemirim. Em 1978 elegeu-se Deputado Estadual, tendo falecido no curso do mandato.
FRASES DE CASTELLO MENDONÇA
' "Meu programa irá se chamar Alegria, Alegria. Achei que seria o nome ideal porque, apesar de triste, gosto de transmitir alegria aos outros. Muito embora tenha dentro de mim uma ferida no coração procuro sempre colocar uma rosa nos lábios e oferecê-la a alguém".
" Se eu pudesse os meninos pobres ganhariam pequenos salários, com que pagariam suas pequenas distrações, para poder estudar. As crianças que morrem sem pão são muitas, mas as quem não encontram amparo e acabam morrendo por dentro são tantas outras. Elas morrem por dentro porque tendo muito que dar no campo da cultura e da inteligência, não encontram amparo e acabam fenecendo".
" Perdi minha mãe em um momento que poderia retribuir tudo que ela fez por mim. Ás vezes meu programa radiofônico Alegria Alegria reflete muita tristeza.1964.
amenizar.
l.

## Carreira política
Em 1966 foi eleito Vereador por Vitória, pelo MDB. Na segunda eleição foi o vereador mais votado pela Capital, com 2.915 votos, sendo líder da bancada pelo partido. Em 1977 ocupou na Assembleia Legislativa do ES a vaga do então Deputado Hélio Carlos Manhães, que fora eleito prefeito de Cachoeiro de Itapemirim. Em 1978 elegeu-se Deputado Estadual, tendo falecido no curso do mandato.

## Homenagens
Atualmente empresta seu nome para a ponte que liga Vila Velha à Vitória, também conhecida como Terceira Ponte. Também leva o seu nome uma rua no bairro República onde residiu por muitos anos e uma Escola Municipal de Vitória no bairro de Sólon Borges.